# Ernst Ortlepp
Ernst Ortlepp (Droyßig, 1 de agosto de 1800 - Pforta, 14 de junio de 1864) poeta alemán.
Ortlepp nació en Droyßig cerca de Zeitz, hijo de un sacerdote luterano. Asistió a la escuela en Pforta hasta que cumplió 19 años y estudió Teología y Filosofía en Leipzig. Deja la universidad en 1824 sin ningún grado.
Ernst regresa a Leipzig en los años treinta del siglo XIX y se hace famoso por sus poemas políticos. Algunos eran dedicados a Polonia y su lucha por la independencia. En esa época conoce a Richard Wagner (Orlepp también conoce a Johann Wolfgang von Goethe unos años después). Sus críticas sobre Fieschi alarman al canciller austriaco Metternich, quien usa su poder para evitar la publicación de ese poema. Ortlepp fue declarado persona non grata de Leipzig en 1836.
Fue a Württemberg, donde vivió hasta 1837. En este período vivió de traducir los trabajos de otros poetas como Lord Byron. Ortlepp trató de crear un poema nacional, el cual llamó "Germania", durante la revolución de 1848. Su situación financiera empeoró hasta que fue expulsado de Württemberg en 1853, regresando a su tierra natal.
La existencia de Ortlepp se volvió más inestable después de su intento fallido de ser maestro universitario en 1856. Tuvo algunos problemas, probablemente causados por el alcoholismo, y fue encarcelado dos veces en Zeitz. No terminó su carrera poética mientras seguía publicando en un periódico de Naumburgo. También escribía versos para clientes privados.
Durante los últimos años de su vida, pasó mucho tiempo en su vieja escuela, donde varios maestros y estudiantes se hicieron sus amigos. Entre ellos estaba Friedrich Nietzsche. Algunos biógrafos piensan que Ortlepp fue el mentor de Nietzsche y lo influenció profundamente.
Ernst Ortlepp murió cerca de Pforta el 14 de junio de 1864. Las circunstancias de su muerte permanecen en misterio. Nietzsche escribió las siguientes palabras en una carta: Der alte Ortlepp ist übrigens todt. Zwischen Pforta und Almrich fiel er in einen Graben und brach den Nacken. In Pforta wurde er früh morgends bei düsterem Regen begraben; vier Arbeiter trugen den rohen Sarg; Prof. Keil folgte mit einem Regenschirm. Kein Geistlicher. Wir sprachen ihn am Todestag in Almrich. Er sagte, er gienge sich ein Logis im Saalthale zu miethen. Wir wollen ihm einen kleinen Denkstein setzen; wir haben gesammelt; wir haben an 40 Thl.
(Traducción: El viejo Ortlepp está muerto. Entre Pforta y Almrich cayó en una zanja y se rompió el cuello. Fue enterrado en Pforta bajo la lluvia temprano en la mañana, cuatro trabajadores llevaron el podrido ataúd. El profesor Keil los seguía con un paraguas. No había sacerdote. Hablamos con él en Almrich el día de su muerte. Dijo que iba a rentar un lugar en Saalthale. Queremos erigir un monumento para él, hemos recolectado dinero, cerca de 40 thalers.)
- Datos: Q90024